# Бауэр, Ален
Ален Бауэр (фр. Alain W. M. Bauer; родился 8 мая 1962 года в Париже) — криминалист и адвокат конституционалистов, бывший великий мастер Великого востока Франции.

## Биография
Он был самым молодым вице-президентом Сорбонны, и находился на этой должности с 1982 по 1989 год.
Впоследствии стал советником по национальной безопасности при премьер-министре Мишеле Рокаре, в 1988—1990 годах.
Он работал в качестве криминолога в Сорбонне, в Национальной полицейской академии, в Национальной академии юстиции, в Национальной академии жандармерии, а также был старшим научным сотрудником уголовного правосудия в Колледже Джон Джей.
Он также работал в Китае в Национальной полицейской академии.
Он является членом Международной ассоциации начальников полиции, и таким образом, с 2003 года является президентом Французской национальной Комиссии по предупреждению преступности.
В 2006 и 2007 годах был назначен членом Французской комиссии по вопросам контроля за полицией и Французской рабочей группы по вопросам полицейской деятельности.
Он также является советником Нью-Йоркского Департамента Полиции, Лос-Анджелесского Департамента Шерифов и Полиции Квебека (Канада).
Он был назначен в августе 2007 года президентом Франции Николя Саркози руководить реорганизацией Французской системы научных исследований по безопасности и стратегии, уделяя особое внимание созданию Совета Национальной Безопасности.

### В масонстве
С 1981 года — ученик ложи «Новый Карфаген», с 1982 года — подмастерье, а с 1983 года — мастер-масон.
Делегат на конвентах ВВФ в 1988−1995 годах.
Был помощником великого мастера Филиппа Гульельми, с 1996 по 1999 год.
С 2000 по 2003 год трижды избирался на должность великого мастера Великого востока Франции.

### Дополнительные степени
- 5 орден (Французский устав)[7]
- Патриарх великий консерватор 33° (Устав Мемфис-Мицраим)[7]

## Награды
- Офицер ордена Почётного легиона[7]
- Кавалер ордена Почётного легиона[11]
- Офицер ордена «За заслуги»[11][7]
- Командор ордена Академических пальм[7]
- Офицер ордена Академических пальм[11]
- Командор ордена Искусств и литературы[7]
- Офицер ордена Искусств и литературы[11]
- Офицер ордена Сельскохозяйственных заслуг[7]
- Кавалер ордена Сельскохозяйственных заслуг[11]
- Медаль Национальной полиции[7]
- Медаль Национальной жандармерии[7]
- Командор ордена «За заслуги перед Итальянской Республикой» (Италия, 2 июня 2013 года)[12][7]
- Большой крест ордена Лафайета[7]

Масонские награды
- Золотая медаль Великой ложи Франции[7].
- Греческий крест Великой ложи Италии[7].

## Публикации
- Violence et Insécurité urbaines (Que Sais Je 1998, 11ème éd., PUF 2007)
- l’Amérique, la violence, le crime (2000, 2 e éd., PUF 2001
- la Guerre ne fait que commencer (JC. LATTES 2002, rééd. GALLIMARD 2003)
- les Polices en France (Que Sais Je 2 e éd., PUF 2002)
- le Crime aux Etats-Unis (PUF), les Polices aux Etats-Unis (PUF)
- Imaginer la sécurité globale (Pensée et les Hommes Bruxelles 2003)
- Etat d’urgence (Fayard 2004), Deux siècles de débats républicains (Edimaf) et Dico rebelle (Michalon 2004)
- l’Enigme Al Qaïda (JC. LATTES 2005)
- Mercenaires et polices privées (en coll., UNIVERSALIS 2006)
- Géographie de la France criminelle (ODILE JACOB 2006)
- les Polices au Québec (dir., Que sais-je, PUF 2006)
- Mieux contrôler les fichiers de police (DOCUMENTATION FRANCAISE 2006)
- World Chaos, Early Detection and Proactive Security (DRMCC 2007)
- Les mystères de Channel Row (JC. LATTES 2007)
- Radicalization in the West (NYPD 2007)
- L’année stratégique 2008 (Dalloz 2007)
- Le nouveau chaos mondial (Les Riaux 2007 plus éditions italien, arabe, chinois)
- L’esprit des lumières est il perdu (Le MONDE-PUR 2007)
- République, Républiques (GODF 2007)
- Pour une stratégie globale de sécurité nationale (Dalloz 2008)
- Vidéosurveillance et vidéoprotection (Que Sais Je PUF 2008)
- Le 11 Septembre (Memorial de Caen — Ouest France 2008)
- 100 Mots pour comprendre l’actualité (PUF 2008)